# Suzuki APV
 (mai 2018).
Si vous disposez d'ouvrages ou d'articles de référence ou si vous connaissez des sites web de qualité traitant du thème abordé ici, merci de compléter l'article en donnant les références utiles à sa vérifiabilité et en les liant à la section « Notes et références ».
 (mai 2018).
- Si vous ne connaissez pas le sujet, laissez ce bandeau (vous pouvez alors contacter les auteurs).
- Si vous supprimez le contenu mis en cause (vous pouvez préalablement contacter les auteurs),

argumentez précisément cette suppression dans la page de discussion
(un manque de référence n'est pas un argument ; une recherche réelle de référence doit avoir été effectuée, être formellement documentée).
L'APV (All Purpose Vehicle) est un monospace produit par le constructeur automobile japonais Suzuki à partir de 2004 au Japon et assemblé en Indonésie par PT Indomobil Suzuki International (filiale de Suzuki). 
Il est motorisé par un moteur 1.5 ou 1.6 à 4 cylindres en ligne développant 92 chevaux. En novembre 2007, Suzuki a sorti l'APV restylé nommé APV Arena (APV Typ II dans certains pays). Il offre des caractéristiques plus luxueuses avec le type Luxury/SGX comme phares (version siège capitaine). Non seulement pour faire un restylage à l'extérieur, mais aussi l'intérieur est changé ainsi qu'une amélioration de la performance du moteur. 
Les Suzuki APV ont été exportés dans des pays comme l'Australie, l'Algérie, l'Aruba, la Bolivie, le Chili, la république dominicaine, la Jamaïque, la Malaisie, le Singapour, le Brunei, le Pakistan, la Thaïlande, la Trinité-et-Tobago et les Philippines.
La version pick-up, appelée Suzuki Mega Carry, a été lancée en Indonésie en 2011, six ans après que Suzuki IndoMobil Motor a commencé à l'exporter vers de nombreux pays en 2005.